# 张丹崖
张丹崖，浙江临海人，中华民国官員。
早年任职于浙江，民国27年（1938年）春接替廖友仁任霞浦县县长，在任时将福宁府城墙拆毁以牟利，间接导致1945年日军兵不血刃占领县城。民国29年（1940年）冬，接替葉長青升任永安县县长，霞浦县长一职由曾建平继任。